# Cleistogenes squarrosa
Cleistogenes squarrosa là một loài thực vật có hoa trong họ Hòa thảo. Loài này được (Trin. ex Ledeb.) Keng mô tả khoa học đầu tiên năm 1934.